# Култура Алжира
Култура Алжира обухвата књижевност, музику, религију, кухињу и друге аспекте живота у Алжиру.

## Религија
Државна религија Алжира је сунитски ислам. Око 99% алжирског становништва су муслимани, тачније сунитски муслимани. Такође постоје хришћанске и јеврејске мањине које чине мање од 1% становништва.
Ислам је уведен у Алжир муслиманским освајањем Магреба у 7. вијеку. Под владавином Омејада, Муса ибн Нусајр је наставио програм ширења ислама и арапског језика кроз мисионарску активност и изабрао је седамнаест вјерских учењака да преобрате локално становништво у ислам. Многи људи су постали муслимани захваљујући овим учењацима, а становници Магреба су постепено прелазили у ислам. Калиф Омар ибн Абд ел-Азиз је послао гувернеру Ифрикије Исмаилу ибн Абдалаху све учењаке и људе културе, којима је наређено да подучавају религију ислама. Распрострањени су по регионима Магреба. За мање од једног вијека, велика већина хришћана прешла је у ислам са „великим жаром да су тражили мучеништво“, а коначна преобраћења догодила су се у прва два вијека након хиџре. Арапска миграција у Магреб је учврстила овај процес.
Од стицања независности након Алжирског рата, режими су настојали да развију исламску арапску социјалистичку државу, а министарство на нивоу кабинета дјелује у име владе у вјерским питањима. Предсједник Хуари Бумедијен је настојао да повећа исламску свијест и смањи западни утицај, иако су права немуслимана и даље поштована.

## Поздрави
Поздрави у Алжиру су описани као дуги. Поред руковања, Алжирци питају о здрављу, породици и послу како би показали бригу за друге. Пријатељи и породица такође размјењују пољупце у образе. Неки алжирски мушкарци могу избјегавати дужи контакт очима са женама и избјегавати лична питања. Оваква понашања се примјењују из поштовања и ради одржавања одговарајућих друштвених манира.  Већина Алжираца поштује арапске традиције гостопримства и пријатељски су настројени и спремни да помогну.

## Кухиња
Алжирску кухиња карактеришу стилови кувања и јела изведена из традиционалне арапске, берберске, турске и француске кухиње. Такође се може примјетити утицај јеврејске, шпанске, берберске и италијанске кухиње. Кухиња је укусна, често садржи мјешавину традиционалних медитеранских зачина и чили папричица. Кус-кус је основна храна, често се служи уз чорбе и друга јела. Друга популарна алжирска јела укључују долму, чакчуку и чтиту.

## Одјевање
Алжирска одјећа, под утицајем богате историје и културног насљеђа земље, варира међу различитим регионима и заједницама у Алжиру. Традиционална алжирска одјећа је исламски обичај, иако постоје Алжирци који су усвојили одјећу засновану на западном стилу, посебно у градовима. У урбаним подручјима постоји мјешавина традиционалне одјеће и све чешће одјеће западног стила, док је традиционална одјећа много чешћа у руралним подручјима. Као исламска земља, Алжир има ограничења у погледу дресс кода. Већина Алжираца се придржава исламских правила облачења, а од странаца се очекује да покажу скромност, на примјер, женске посјетиоци морају да избегавају откривање рамена, кољена или груди.
Једна од најчешћих традиционалних одјећа за мушкарце и жене у Алжиру је џелаба. Џелаба је дуга, широка хаљина која обично досеже до чланака. Направљена је од разних тканина, као што су памук или вуна. Џелаба обично има дуге рукаве и капуљачу, и често се носи преко друге одјеће. У руралним подручјима, жене често носе традиционалну хаљину која се зове хајк. Хаик је велики правоугаони комад тканине, обично направљен од вуне или памука, који покрива тијело и обмотан је око главе као капуљача. Хаик је обично бијеле боје, али се може наћи и у другим бојама и дезенима. Андалузијско-арапског је поријекла. Традиционална одјећа за мушкарце у Алжиру укључује широку кошуљу која се зове гандура. Гандура је обично направљена од лагане тканине и носи се преко шалвара. Мушкарци такође носе разне покривала за главу, као што су турбани или фесови. У урбаним подручјима и у посебним приликама, Алжирци често носе модерну одјећу западног стила. Међутим, традиционална одјећа је и даље веома цијењена и носи се за културне прославе, вјерске догађаје и вјенчања. Други примјери традиционалне алжирске одјеће укључују кашабију, кафтан и караку. У Кабилији и Оресу, берберски накит од сребра, перли и других предмета био је важна компонента берберског идентитета до средине 20. вијека.

## Књижевност
Модерна алжирска књижевност, подјељена између арапске и француске, снажно је под утицајем скорашње историје земље. Познати пјесници у модерном Алжиру су Муфди Закарија, Мохамед Ал Аид, Ашур Фени, Амар Меријеш и Азраг Омар. Познати романописци 20. вијека укључују Мохамеда Диба, Албера Камија, Катеба Јасина, Ахлам Мостеганами и Асију Џебар. Међу важним романописцима осамдесетих година 20. вијека били су Рашид Мимуни, касније потпредсједник Amnesty International и Тахар Џаут, кога је исламистичка група убила 1993. године због његових секуларистичних ставова.
У филозофији и хуманистичким наукама, Жак Дерида, отац деконструкције, рођен је у Ел Бијару у Алжиру. Малек Бенаби и Франц Фанон познати су по својим списима о деколонизацији. Августин Хипонски рођен је у Тагастеу (данас Сук Ахрас), а Ибн Халдун, иако рођен у Тунису, написао је Мукадиму док је боравио у Алжиру.
Алжирска култура је била под снажним утицајем ислама. Дјела породице Сенуси из предколонијалног доба, као и емира Абделкадера и шеика Бен Бадиса из колонијалног доба, су широко позната. Латиноамерички аутор Апулеј је рођен у Мадаурусу (Мдауруш), у ономе што је касније постало Алжир.

## Музика
Алжирски музички жанр најпознатији у иностранству је рај. Настао је у западном Алжиру почетком 20. вијека као комбинација популарне музике и традиционалне бедуинске пустињске музике, а појавио се као главни свјетски музички жанр 1980-их година. То је поп-ажурирана, тврдоглава верзија народне музике, коју изводе међународно познати таленти као што су Халед и Шеб Мами. Звучи као поп музика, пјевана на арапском са тоналним и инструменталним утицајима традиционалне бедуинске музике, као и културним и вјерским утицајима. Пјевачи раја се називају чеб (арапски: شاب, или шабаб, што значи млад), за разлику од шеика (арапски: شيخ, шајх, што значи стар). У Алжиру, рај остаје најпопуларнији музички облик, али старије генерације имају тенденцију да преферирају шаби, који изводе пјевачи попут Дахмана Ел Харачија.
Иако је рај сада генерално добродошао и хваљен као културни симбол Алжира, у периоду након стицања независности овај облик је често био нападан или критикован од стране исламских и владиних власти. Ови ставови су почели да се мјењају око 1985. године, дјелимично због утицаја пуковника Снусија, бившег војног официра који је постао раи умјетник. Још један разлог за промену става према рају била је растућа популарност музике у Француској, што је алжирска влада сматрала позитивним.
Андалузијанска музика, коју су из Ал Андалуса донијеле мориске избјеглице, још увијек се може чути у многим старијим приморским градовима.
Кабилска музика, чији су примјери Идир, Аит Менгеле или Лунес Матуб, такође ужива велику популарност.

## Жене у Алжиру
У поређењу са другим земљама са муслиманском већином, алжирске жене су генерално историјски посједовале више нивоа слободе. Чини се да су алжирске жене биле попустљивије и континуирано су доказивале да имају важан глас у алжирском друштву. Међутим, иако изгледа да добијају попустљивије мјере, оне и даље пате од општег недостатка заштите коју пружају закони или културне норме.

## Визуелне умјетности

### 1910.: генерација претеча
Током прве половине двадесетог вијека, умјетници су углавном рекуперирали моделе и обрасце које је увезла – или наметнула – империјалистичка француска сила.
Како је Едвард Саид тврдио у својој књизи „Оријентализам“ из 1978. године, алжирски умјетници су се борили са перцепцијом и представљањем западњака. Скоро вијек након француског освајања, Азуау Мамери (1886–1954), Абделхалим Хемше (1906–1978), Мохамед Змирли (1909–1984) и Милуд Букерш (1920–1979) били су први који су увели штафелајно сликарство. Користили су „пропусте“ у образовном систему и могли су да се школују за пластичне умјетности. Иако су покушавали да се фокусирају на стварност свакодневне рутине Алжираца, ипак су донекле били укључени у оријенталистички покрет.
Традиција оријенталног илуминијума и минијатуре уведена је отприлике у истом периоду, кроз умјетнике као што су Мохамед Расим (1896–1974) или Мохамед Теман (1915–1988). То су два главна израза фигурације у земљи гдје се популарна апстрактна симболика, берберска или арапска, интегрише углавном кроз архитектуру, намјештај, ткање, грнчарију, кожу и обраду метала.
Како поново присвојити сопствену историју је динамика у алжирској савременој умјетности, која одражава дубоке друштвене промјене које су људи доживјели.
Умјетници покушавају да остваре успјешан интроспективни рад у коме дуалност у смислу идентитета ствара динамику која превазилази „оријентализам“ и егзотизам. Главни циљ је да умјетник и гледалац поново присвоје слободу изражавања и интерпретације. Главни умјетници тог периода су: Букерш, Бенабура, Али Али-Хоџа, Јелес или Баја.

### 1930.: генерација оснивача
Велика већина умјетника укључује тематику рата за независност, од оних који су га преживјели до умјетника који га користе као насљеђе. Импрегнирани свим умјетничким и идеолошким покретима који су обиљежили прву половину двадесетог вијека, умјетници се баве друштвом у којем живе и осуђују сегрегацију, расизам и неправду које су подијелиле заједнице колонијалног Алжира. Јасан помак је довео до промјене од оријентализма и егзотике: појављују се нове теме попут трауме и бола, на примјер у портрету „Удовица“ (1970) Мохамеда Исијакема.
„Умјетност је облик отпора јер сугерише и чини видљивим невидљиво, скривено, она стоји на опрезу на страни живота“.
То је такође било вријеме када су алжирски умјетници почели да се организују, на примјер кроз Националну унију пластичних умјетности или УНАП (1963); уметници попут Мохамеда Исијакема или Алија Хоџе били су дио тога.

### Нефигурација и „Сликари знака“
Абдалах Бенантур и Мохамед Хада отворили су пут апстрактној (нефигуративној) алжирској умјетности. Били су Французи од дјетињства и емигрирали су у Француску. Слиједили су их умјетници попут Мохамеда Аксуха, Мохамеда Луаила, Абделкадера Гермаза и Алија Али-Хоџе. Мохамед Хада је написао: „Ако се фигуративно сликарство појављује као норма у смислу изражавања, оно је резултат феномена акултурације“. Умјетничка дјела која су слободно фигуративна су облик ослобођења у том смислу, јер се дословни прикази не чине да у потпуности излазе из кластера егзотизма и оријентализма.
„Сликари знака“ су алжирски умјетници рођени 1930-их година који су почетком 1960-их пронашли инспирацију у апстрактном ритму арапског писања. Овај термин за групу сковао је пјесник Жан Сенак 1970. године. Он је у Алжиру био домаћин „Галерије 54“. Прва колективна изложба поново је окупила Аксуха, Бају, Абдалаха Бенантера, Бузида, Абделкадера Гермаза, Хаду, Жана де Мезонсела, Марију Мантон, Мартинеза, Луја Налара и Резкија Зерартија. У својој презентацији је написао: „У овој галерији 54, која има за циљ да буде галерија истраживања у сталном контакту са људима, окупили смо умјетнике, алжирске или оне који имају дубоке везе са нашом земљом“ „Можемо тврдити, заједно са Мурадом Бурбуном, да наши умјетници не само да ексхумирају разорено лице наше Мајке, већ, усред Нахде (обнове), граде нову слику Човјека и бескрајно гледају у његову нову Визију“.

### Аушем
Алжирски умјетници су се поново повезали са дијелом свог историјског и културног насљеђа, посебно са утицајем берберске културе и језика. Велика пажња је посвећена обнављању берберске културе и идентитета након Берберског прољећа 1988. године, што је утицало на културну продукцију. Денис Мартинез и Чукри Месли учествовали су у стварању групе Аушем (Тетоважа), која је одржала неколико изложби у Алжиру и Блиди 1967, 1968. и 1971. године. Десетак умјетника, сликара и пјесника одлучило је да се супротстави мејнстрим организацији умјетности – посебно фигуративне умјетности, за коју вјерују да је представља УНАП, Национална унија за пластичну умјетност. Противили су се њиховој политици искључивања многих активних сликара. Према њиховом манифесту: „Аушем је рођен прије вјекова, на зидовима пећине Тасили. Наставио је своје постојање до данас, понекад тајно, понекад отворено, у складу са флуктуацијама историје. (...) Желимо да покажемо да је, увек магичан, знак јачи од бомби“.
Упркос порасту политичког насиља након рата за независност, гдје се хегемонија арапске културе и језика преклапала са берберијском културом, пластичне традиције народних знакова успјеле су да се одрже. Аушем се надовезује на ово традиционално насљеђе.

### Наивност и експресионизам
Од 1980-их, дошло је до обнове, али и облика „наивности“, покушаја да се превазиђе траума рата и позабави новим савременим питањима. Баја (1931–1998) је примјер. За њен рад је предговор написао Андре Бретон, а разоткрио га је Андре Мејт када је још била тинејџерка. Она, која није познавала мајку јер је била двоструко сироче са 5 година, стварала је шарене аквареле са лажним симетријама, доводећи у питање фигуру Мајке. Она је дио покрета Маргинална умјетност.
Експресионизмом је доминирао Мохамед Исијахем, кога је његов колега писац Катеб Јасин од милоште назвао „Oeil de lynx“ (рисово око). Када је имао 15 година, доживио је несрећу са гранатом. Двије његове сестре и нећак су погинули, а подлактица му је морала бити ампутирана. Његова лична драма одјекује у његовим дјелима. Изражавао је теме попут туге и губитка употребом густих паста и универзалних фигура; као одјек тешкоћа алжирског рата, као и универзалне борбе оних који су ућуткивани и угњетавани.

### Обнова визуелних умјетности
Од 1980-их година, појавила се нова генерација магребских умјетника. Велики дио њих се школовао у Европи. Умјетници локално и међу дијаспором истражују нове технике и суочавају се са изазовима глобализованог тржишта умјетности. Они спајају различите елементе свог идентитета, обиљежене статусом имиграната прве или друге генерације. Они се баве питањима која се односе на арапски свијет кроз „аутсајдерску“ перспективу. Кадер Атија је један од њих. Рођен је у Француској 1970. године. У великој инсталацији 2007. године под називом „Дух“, представио је десетине фигура са велом на кољенима, направљених од алуминијумске фолије. Адел Абдесемед, рођен у Константини 1970. године, похађао је Школу лијепих умјетности у Алжиру, Алжир, а затим у Лиону, Француска. Кроз своја концептуална умјетничка дјела, он приказује снажне умјетничке исказе користећи широк спектар медија (цртеж, видео, фотографија, перформанс и инсталација). Године 2006. излагао је у галерији Дејвид Цимер у Њујорку. Једно од његових умјетничких дела био је спаљени аутомобил под називом „Практика нулте толеранције“, годину дана након нереда у Француској и усред поновног пораста терористичких напада од 11. септембра 2001. године. Катја Камели такође доноси вишеструке аспекте свог идентитета и окружења, кроз видео, фотографије и инсталације.

## Спорт
Фудбал, рукомет, атлетика, бокс, борилачке вештине, одбојка и кошарка су најпопуларнији спортови у земљи.